# Episodi di MPU - Missing Persons Unit (prima stagione)
La prima stagione della serie televisiva MPU - Missing Persons Unit è stata trasmessa in prima visione assoluta nel Belgio dal 25 marzo al 27 maggio 2008. 
In Italia è stata trasmessa a partire dal 9 gennaio 2015.
| nº | Titolo originale | Titolo italiano        | Prima TV Belgio | Prima TV Italia  |
| -- | ---------------- | ---------------------- | --------------- | ---------------- |
| 1  | Evi              | Evi                    | 25 marzo 2008   | 9 gennaio 2015   |
| 2  | Baby Alisha      | Alisha                 | 1 aprile 2008   | 16 gennaio 2015  |
| 3  | Sander           | Sander                 | 8 aprile 2008   | 16 gennaio 2015  |
| 4  | Rens             | Rens                   | 15 aprile 2008  | 23 gennaio 2015  |
| 5  | Kika             | Kika                   | 22 aprile 2008  | 23 gennaio 2015  |
| 6  | Weilandboy       | Il ragazzo del pascolo | 29 aprile 2008  | 30 gennaio 2015  |
| 7  | Sara             | Sara                   | 6 maggio 2008   | 30 gennaio 2015  |
| 8  | Anja             | Anja                   | 13 maggio 2008  | 6 febbraio 2015  |
| 9  | Taxi             | Nick - 1ª parte        | 20 maggio 2008  | 6 febbraio 2015  |
| 10 | Nick             | Nick - 2ª parte        | 27 maggio 2008  | 13 febbraio 2015 |